# District de Villa Kintiarina
Le district de Villa Kintiarina est l’un des dix-huit districts de la province de La Convención.